# Xu Haifeng
Pour l’article homonyme, voir Xue Haifeng pour l'archer.
Dans ce nom chinois, le nom de famille, Xu, précède le nom personnel.
Xu Haifeng (en chinois : 许海峰) est un tireur chinois né le 10 aout 1957 à Zhangzhou dans la province du Fujian. Il se spécialise dans l'épreuve de pistolet 50 mètres.
Il est le premier sportif à remporter une médaille d'or pour le compte de la Chine aux Jeux olympiques avec sa victoire lors des jeux de Los Angeles de 1984. 

## Palmarès

### Jeux olympiques
- Jeux olympiques de 1984 à Los Angeles,  États-Unis
  -  Médaille d'or au pistolet à 50 m.
- Jeux olympiques de 1988 à Séoul,  Corée du Sud
  -  Médaille de bronze au pistolet air comprimé à 10 m.